# Österström

Österström är en by 45 kilometer nordväst om Sundsvall i Holms socken, Sundsvalls kommun. I Österström uppfördes 1832 ett vattensågverk vid ån mellan Holmsjön och Lill-Otern. År 1856 köpte grosshandlaren Fredrik Bünsow sågverket. Österström var då också stapelplats för plank, bräder, bilat virke och bjälkar från andra sågverk. Bünsow anlade runt 1860 en rälsbana där virket kunde dras med häst och vagn ner till Indalsälven. 1872–1873 lät Skönviks AB, som då ägde Österström, bygga om banan och köpte ett ånglok för att effektivisera transporterna av sågat virke och timmer. Med tiden fick järnvägens timmertransporter konkurrens av flottning, och järnvägen blev olönsam. Den lades ner 1921. 